# Grigorij Kotosjichin

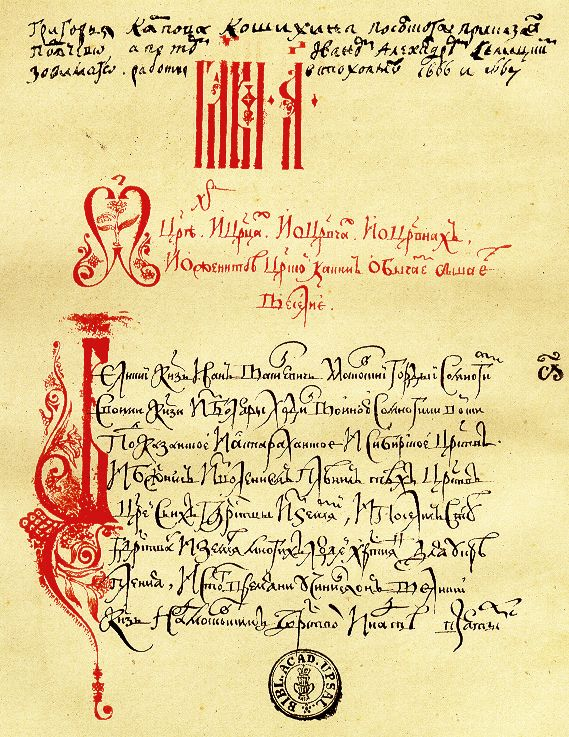
Manuskript till Kotosjichins bok

Grigorij Karpovitj Kotosjichin (ryska: Григорий Карпович Котошихин), född omkring 1630, död 1667 i Stockholm, var en rysk diplomat och historieskrivare.

## Överlöpare till Sverige
Kotosjichin deltog som kanslist vid ryska legationen i de underhandlingar mellan Ryssland och Sverige, som föregick freden i Kardis (1661) samt sändes på hösten samma år ("som envoyé", enligt hans egen uppgift) med ett tsarens brev till Stockholm. Redan 1663 kom han i kontakt med den svenske kommissarien i Moskva, A. Ebers, och förrådde för denne, mot betalning, hemligheter rörande ryska kansliet. År 1664 rymde han ur ryska tjänsten till Polen, fick där anställning hos kanslern av Litauen och lovade att lämna upplysningar om tsarens politik. Han lämnade dock snart Polen, av oklar anledning, och kom på hösten 1665 i utblottat tillstånd till Narva, där han hos svenske generalguvernören Taube anmälde sig vilja ingå i svensk tjänst och avslöja ytterligare hemligheter om den ryska regeringen. Svenska styrelsen mottog anbudet, och början av 1666 anlände Kotosjichin till Stockholm. 

## Historieskrivare
I Stockholm övergick han till lutherska läran och levde under det antagna namnet Johan Alexander Selicki. Han uppfördes i slutet av 1666 på svenska kansliets stat (bland arkivets tjänstemän), men torde mindre ha ägnat sig åt statens tjänst än åt utarbetandet sin skrift om Ryssland, О России в царствование Алексея Михайловича (O Rossii v tsarstvovanie Aleksija Michajlovitja, ungefär "Om Ryssland under Aleksej Michajlovitj tsardöme". Skriften råkade emellertid snart i glömska, men skattades efter att ha återupptäckts på 1800-talet som den förnämsta källan till historien om Rysslands inre förhållanden under förra hälften av 1600-talet.
Den på ryska avfattade skriften översattes ursprungligen omedelbart till svenska av translatorn Olof Barckhusen, men såväl den ryska originalskriften som översättningen förefaller inom relativt kort tid ha blivit fullständigt bortglömda. En rysk forskare, Sergej Solovjov, anträffade först i svenska Riksarkivet den svenska översättningen och därefter originalskriften i Uppsala universitetsbibliotek (1838). Denna trycktes i Sankt Petersburg 1840; flera upplagor har sedermera utkommit. Den svenska översättningen har också utgivits (1908, av Gustaf Adde).

## Mordet på Daniel Anastasius
Kotosjichins vistelse i Stockholm fick en hastigt slut. I berusat tillstånd råkade han 25 augusti 1667 i ordväxling med sin värd, en rysk tolk vid namn Daniel Anastasius, och slog ihjäl denne. 
Kotosjichin hade bott på Södermalm hos Anastasius, som också tjänstgjorde i kansliet såsom "ryssetolk", en befattning som funnits sedan Gustav Vasas tid. Enligt rättegångshandlingarna från 1667 var det Anastasius hustru, Maria Fallentinsdotter, som "med gråtande tårar" anklagade Kotosjichin för att den aktuella kvällen ha kommit hem "något drucken" och "utan någon stor ordkastning överfallit hennes man, fordom ryssetolken Daniel Anastasius, där han stod med sine underkläder och tofflor i mening att vilja lägga sig". Kotosjichin hade "fattat honom i axlarne, sparkat honom för magen, rist, skuffat i en vrå och satt honom på en kista, där han sedan givit honom med en poignard [dolk] eller stilett fyra dödeliga styng, det ena i bröstet under vänstra vårtan, det andra i navelen, det tredje i ryggen emellan axlarne och det fjärde i vänstra armen". Anastasius hade då sagt till honom: "Är detta min tack för det myckna goda jag dig bevist haver?" varpå den överfallne "ropat på sin hustrus syster (som med dem allena i stugan var) till hjälp". Då hon kom tillskyndande för att skilja dem åt råkade Kotosjichin "att med aviga handen tillbakars hugga henne stiletten uti bröstet, så att barberaren icke är ännu förviss oppå, om hon bliver vid livet eller ej". Anastasius gav upp andan två veckor senare.
Enligt uppgift av en annan kanslitjänsteman skulle grälet mellan de båda ryssarna ha härrört "av en ringa, lättfärdig orsak, nämligen att Anastasius hade en suspicion till Kotosjichin om sin kvinna". Detta skulle ha varit anledningen till att de "uti sin fyllnad" råkade i den ordväxling som fick en dödlig utgång.
Kotosjichins egen berättelse gick ut på att Anastasius ursprungligen hade varit hans vän. På sista tiden hade Daniel emellertid tjänat så mycket pengar "med tolkande" åt ryska köpmän att han "sig slagit på fylleri, intet försörjt sitt hus utan fört ett oskickeligit leverne, vilket förorsakade, att hans hustru gick någre dagar ifrå honom". På hustruns begäran hade Kotosjichin hållit ett förmaningstal för sin vän, som lovat bättra sig och "leva med sin hustru uti enighet". För att bekräfta sin goda föresats hade Anastasius gått ut med Kotosjichin, "föregivandes vilja köpa åt henne en ring". Men på vägen hade han vänt om och "ursäktat sig ej kunna gå så långt" samt i stället begett sig tillbaka till sin bostad. När Kotosjichin på kvällen kom dit var "Daniel drucken och avklädder, viljandes gå isäng. Men när han fann honom (Kotosjichin), brukade han en elak mun och överföll honom med skamlöse skällsord och på ryske språket vederstygglige och olidelige ordeformer, visandes honom fan i våld utur gården. Vilket allt han (Kotosjichin) i förstone för skämt opptog; men sedan Daniel på hans fråga, om det allvar vore, med ja svarade, slog han honom på munnen, och Daniel stötte honom med knytnäven i veka sidan och tog honom i strupen, därmed de båda nederföllo på en kista. Och som han (Kotosjichin) såg sig ej kunna slippa, tog han till en dart, den han hos sig hade, och stack några sting till Daniel, på det han skulle lös komma."

## Avrättning
Hustrun Maria Fallentinsdotter yrkade lagens strängaste straff på sin mans dråpare samt anhöll såsom varande "en utfattig och mycket eländig änka" att "rätten ville anse hennes fattigdom och förhjälpa henne till sine penningar för den kost, kammar och säng, Kotosjichin haver över 8 månader à 30 daler om månaden hos hennes salig man njutit, efter såsom hon inga medel haver att komma sin man till jorden". Kungl. Maj:t såg också i nåder till "ryssetolkens änka" och lät henne få ut en del av Kotosjichins lön såsom ersättning för hans underhåll.
Kotosjichin dömdes till döden, men yttranden i frågan tyder på att han kunde ha fått nåd om det inte vore för att ett ryskt sändebud samtidigt anlänt till Stockholm. Tsarens utsände fick snart nys om vem dråparen på Södermalm egentligen var och framställde en fordran att Kotosjichin, såsom varande överlöpare, skulle utlämnas till ryska regeringen. Men i Sverige visste man alltför väl att om ryssarna fick Kotosjichin i sitt våld kunde många obehagliga fakta komma fram. Avrättningen uppsköts emellertid några dagar för att prästerna skulle hinna ge honom "fullkomlig information om den lutherska läran". Kotosjichin förklarade sig nämligen vilja överge den ryska religionen, ty han höll "ryssarne, sine landsmän, för ett blint folk uti deras religionsväsende, efter han ock något litet förr än han avlivad blev, med största andakt i fängelset undfick Herrans högvärdiga nattvard".
Kotosjichin halshöggs i oktober 1667. På förslag av Magnus Gabriel De la Gardie skickades liket sedan till Uppsala för att där undersökas anatomiskt av Olof Rudbeck. Rudbeck blev förtjust, och meddelade senare De la Gardie att den talrikt besökta "operation" han genomfört med liket inbragt honom så mycket pengar i form av inträdesavgifter att han fått medel att låta en konterfejare avbilda tilldragelsen till en prydnad för den anatomiska salen i Gustavianum.